# A Real Live/Dead One
A Real Live/Dead One är ett livealbum av det engelska heavy metal-bandet Iron Maiden, utgivet den 22 september 1998. Det är en hopslagning av de två livealbumen A Real Live One och A Real Dead One när Iron Maiden gjorde omsläpp av alla sina album på CD. Albumet är inte en hel konsert utan en sammansättning av 17 liveinspelningar under turnéerna Fear of the Dark Tour och A Real Live Tour. Bland annat så är Afraid To Shoot Strangers inspelad i Globen, Stockholm den 29 augusti 1992. Många fans tyckte kvaliteten på inspelningarna var dåliga.

## Låtlista

### CD 1
1. Be Quick or Be Dead (Dickinson/Gers) - Inspelad på Super Rock 92, Mannheim, Tyskland, den 15 augusti 1992
2. From Here to Eternity (Harris) - Inspelad i Valbyhallen, Köpenhamn, Danmark, den 25 augusti 1992
3. Can I Play With Madness (Smith/Dickinson/Gers) - Inspelad i Brabanthallen, Den Bosch, Holland, 2 september 1992
4. Wasting Love (Dickinson/Gers) - Inspealde i La Grande Halle De Villette, Paris, Frankrike, den 5 september 1992
5. Tailgunner (Harris/Dickinson) - Inspelade i La Patinoire De Malley, Lausanne, Schweiz, den 4 september 1992
6. The Evil That Men Do (Smith/Dickinson/Harris) - Inspelad i La Foret Nationale, Bryssel, Belgien, den 17 augusti 1992
7. Afraid to Shoot Strangers (Harris) - Inspelad i Globen, Stockholm, Sverige, Den 29 augusti 1992
8. Bring Your Daughter...To the Slaughter (Dickinson) - Inspelade i Isshallen, Helsingfors, Finland, den 27 augusti 1992
9. Heaven Can Wait (Harris) - Inspelade på The Monsters Of Rock Festival, Reggio Nell Emilia, Italien, den 12 september 1992
10. The Clairvoyant (Harris) - Inspelad i Isshallen, Helsingfors, Finland, den 27 augusti 1992
11. Fear of the Dark (Harris) - Inspelad i Isshallen, Helsingfors, Finland, den 28 augusti 1992

### CD 2
1. The Number Of The Beast (Harris) - Inspelad i Valby Halle, Köpenhamn, Danmark, den 25 augusti 1992
2. The Trooper (Harris) - Inspelad i Isshallen, Helsingfors, Finland, den 5 juni 1992
3. Prowler (Harris) - Inspelad i Palaghiacco, Rom, Italien, den 30 april 1993
4. Transylvania (Harris) - Inspelad i Grughalle, Essen, Tyskland, den 17 april 1993
5. Remember Tomorrow (Harris/Di'Anno) - Inspelad i Grughalle, Essen, Tyskland, den 17 april 1993
6. Where Eagles Dare (Harris) - Inspelad i Rijnhal, Arnhem, Holland, den 9 april 1993
7. Sanctuary (Harris) - Inspelad i Neuchatel, Lausanne, Schweiz, den 27 maj 1993
8. Running Free (Harris/Di'Anno) - Inspelad Neuchatel, Lausanne, Schweiz,den 27 maj 1993
9. Run to the Hills (Harris) - Inspelad i Vítkovice Sports Hall, Ostrava, Tjeckien, den 5 april 1993
10. 2 Minutes to Midnight (Smith/Dickinson) - Inspelad i Elysee Montmartre, Paris, Frankrike, den 10 april 1993
11. Iron Maiden (Harris) - Inspelad i Isshallen, Helsingfors, Finland, den 5 juni 1992
12. Hallowed Be Thy Name (Harris) - Inspelad i Olympiastadion, Moskva, Ryssland, den 4 juni 1993

## Banduppsättning
- Bruce Dickinson (Sång)
- Steve Harris (Bas)
- Dave Murray (Gitarr)
- Janick Gers (Gitarr)
- Nicko McBrain (Trummor)